# 2018 en fantasy
| Années de la fantasy : 2015 - 2016 - 2017 - 2018 - 2019 - 2020 - 2021    |
| Décennies de la fantasy : 1980 - 1990 - 2000 - 2010 - 2020 - 2030 - 2040 |

L'année 2018 est marquée, en matière de fantasy, par les événements suivants.

## Naissances et décès

### Décès
- 22 janvier : Ursula K. Le Guin, écrivaine américaine de science-fiction et de fantasy

## Romans - Recueils de nouvelles ou anthologies - Nouvelles
- Ambre est un tome qui sert de préquelle à la série Autre-Monde écrite par Maxime Chattam
- Feu et Sang (Fire & Blood), roman de George R. R. Martin
- La Fileuse d'argent (Spinning Silver), roman de Naomi Novik
- Justiciers, neuvième tome de la série d'Anne Robillard Les Chevaliers d'Antarès
- Lumières noires (How Long 'til Black Future Month?), recueil de nouvelles de fantasy et de science-fiction de N. K. Jemisin
- La Piste des éclairs (Trail of Lightning), roman de Rebecca Roanhorse et premier tome de la trilogie Le Sixième Monde
- La Prophétie, douzième tome de la série d'Anne Robillard Les Chevaliers d'Antarès
- La Tourmente, dixième tome de la série d'Anne Robillard Les Chevaliers d'Antarès

## Films ou téléfilms
- Un raccourci dans le temps (A Wrinkle in Time) réalisé par Ava DuVernay

## Bandes dessinées, dessins animés, mangas

### Bandes dessinés
- Le Drakkar des glaces, sixième tome de la série Les Mondes de Thorgal - La Jeunesse, écrit par Yann et dessiné par Roman Surzhenko

### Séries d'animation
- She-Ra et les Princesses au pouvoir (She-Ra and the Princesses of Power), série télévisée d'animation américaine

## Sorties vidéoludiques
- 31 octobre : sortie surprise et gratuite du premier chapitre de Deltarune de Toby Fox, la suite spirituelle d'Undertale.